# Parque Los Derechos del Trabajador
El Parque Los Derechos del Trabajador o Parque Domínico es un parque ubicado en Villa Domínico, Partido de Avellaneda, Argentina. 

## Historia
Luego del golpe de Estado de 1955, lo llamaron “Presidente Sarmiento” , aunque en 1991 volvió a su antigua denominación.

## Monumentos
El Parque tiene varios monumentos, entre los cuales se encuentran una estatua con un mástil y las figuras de Juan Domingo Perón y Eva Perón, una estatua de Domingo Faustino Sarmiento, un busto de Albio Faija, un busto de Crisólogo Larralde, un monumento a los Bomberos y un busto de Hugo del Carril, ya que en el parque se encuentra el Anfiteatro "Hugo del Carril" en su honor.
|                                      |
| Anfiteatro "Hugo del Carril" en 2014 |

|                                        |
| Mural del Anfiteatro "Hugo del Carril" |

|                          |
| Monumento a los Bomberos |

|                             |
| Busto de Crisólogo Larralde |

|                            |
| Mural Polideportivo Gatica |

|                      |
| Estatua de Sarmiento |